# Калиска (гмина)
Калиска (пол. Kaliska) — сельская гмина (волость) в Польше, входит как административная единица в Старогардский повет, Поморское воеводство. Население — 5089 человек (на 2004 год).

## Демография
| Перепись                       | Всего   | Всего | Женщины | Женщины | Мужчины | Мужчины |
| ------------------------------ | ------- | ----- | ------- | ------- | ------- | ------- |
| Единицы                        | человек | %     | человек | %       | человек | %       |
| Население                      | 5089    | 100   | 2591    | 50,9    | 2498    | 49,1    |
| Плотность населения (чел./км²) | 46,1    | 46,1  | 23,5    | 23,5    | 22,6    | 22,6    |